# Aline Carola
Aline Carola, née  Denise Haezebaert le 17 février 1921 à Coudekerque-Branche (Nord) et morte le 15 novembre 1944 au Kremlin-Bicêtre (Seine), est une actrice française.

## Biographie
Elle naît dans une famille d’artisans et de petits commerçants. Son père, héros de la Première Guerre mondiale, décoré de la Légion d’honneur, de la Médaille militaire et de la Croix de guerre avec palmes et plusieurs étoiles, est un menuisier et ébéniste de marine, devenu commerçant en vêtements de confection.
Elle quitte le foyer familial très jeune et s’installe à Paris pour devenir comédienne. À 16 ans, elle débute dans de petits rôles au théâtre. À 19 ans, elle est célébrée au théâtre Daunou pour son interprétation dans Mon gosse de père.
Au début de la Deuxième Guerre mondiale, elle devient la compagne du fabricant de postes de radio et fondateur de Radio-Vitus, Fernand Vitus.
Elle tient le rôle féminin principal dans Forte Tête du réalisateur Léon Mathot. Starlette en vue, elle fait l’objet d’un reportage photographique de Robert Zucca dans Paris, à l’été 42. Ce reportage est publié dans Ciné Miroir. Une des photos prises à cette occasion est reprise, sans mention d’Aline Carola, en couverture du roman « Pechblende » de Jean-Yves Lacroix, publié en 2016.
Aline Carola voit sa jeune carrière interrompue par une septicémie qui l'emporte le 15 novembre 1944.
Elle a été inhumée au cimetière du Père-Lachaise (97e division).
Une rue de sa ville natale porte désormais son nom dans un nouveau quartier de Coudekerque-Branche.

## Filmographie
- 1942 : Dernière Aventure de Robert Péguy
- 1942 : Forte Tête de Léon Mathot
- 1942 : Huit hommes dans un château de Richard Pottier